# Eurema nicippifrons
Eurema nicippifrons is een vlinder uit de familie van de witjes (Pieridae). De wetenschappelijke naam van de soort is voor het eerst geldig gepubliceerd in 1947 door Munroe.